# Rudolf Otto

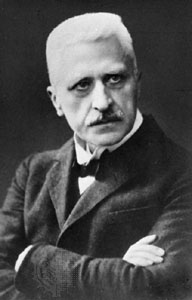
Rudolf Otto

Rudolf Otto (Peine, 25 september 1869 – Marburg, 6 maart 1937) was een Duits luthers theoloog en een vooraanstaande godsdienstwetenschapper die een belangrijke bijdrage heeft geleverd aan de comparatieve (vergelijkende) godsdienstwetenschap van zijn tijd.
In zijn hoofdwerk Das Heilige (Breslau 1917) benoemt hij het heilige als de essentie van iedere religie. De ervaring van het goddelijke als das ganz Andere, het totaal vreemde, herkende hij als de kern van religie. Het heilige is voor Otto iets wat tegelijkertijd vrees en fascinatie opwekt. Hij introduceerde ook het adjectief numineus, om te verwijzen naar het geheimzinnige, wat tegelijk kracht uitstraalt. Otto: 'Wanneer je van omen omineus kunt maken, dan ook van numen numineus'. Deze term is in de Nederlandse literatuur gebruikt door onder meer Hella Haasse, Johan Polak, Gerard Reve en Harry Mulisch. Het Nederlandse boek Het numineuze van Tjeu van den Berk verwerkt praktisch wat Otto theoretisch uiteenzette.
Otto was aan diverse Duitse universiteiten hoogleraar in de systematische theologie.
Een bekende uitspraak van hem is: 'Godsdienst is de beleving van het mysterie en het komt tot uiting als het gevoel zich openstelt voor de indrukken van het eeuwige dat verschijnt door de sluier van het tijdelijke.'
In 1917 verscheen van de hand van Rudolf Otto een studie over Het Heilige. Daarin werd gebroken met de idee dat heiligheid iets is wat uit de religieuze mens voortkomt, zoals de 19e-eeuwse godsdienstsociologie had gesteld. Heiligheid is, integendeel, iets wat ongrijpbaar buiten de mens is en hem raakt. Het is ontzagwekkend en anders. Het boek werd een bestseller en is thans ook nog in vele talen verkrijgbaar. Aanvullingen op Das Heilige verschenen in Aufsätze, das Numinose betreffend (Stuttgart/Gotha 1923), Das Gefühl des Überweltlichen (Sensus Numinis) (München 1932) en Sünde und Urschuld (München 1931).
Andere werken van zijn hand verschenen in Nederlandse vertaling als Het heilige: Een beschouwing over het irrationele in de idee van het goddelijke en de verhouding ervan tot het rationele (Amsterdam 2012) en De genadereligie van India en het christendom: Overeenkomsten en verschillen in de oorsprong van godsdiensten (Amsterdam 2005).
Rudolf Otto schreef een ten geleide bij Rufus Jones & Daniël Mok, Quakers: Triomf en tragiek van het geweten: beeld van een humanitaire religie. Tevens is in deze uitgave een essay van zijn hand opgenomen over De zwijgende eredienst van de quakers.

## Secundaire literatuur
- Daniël Mok (red.), Een wijze uit het westen: Beschouwingen over Rudolf Otto en het heilige, Amsterdam 2011
- Daniël Mok, Rudolf Otto; Een kleine biografie, Amsterdam 2012